# Кім Вон Чін (дзюдоїст)
Кім Вон Чін (кор. 김원진; 1 травня 1992) — південнокорейський дзюдоїст, бронзовий призер Олімпійських ігор 2024 року, призер чемпіонатів  світу, Азії та Азійських ігор.

## Виступи на Олімпіадах
| Олімпіада           | Дисципліна      | Місце |
| ------------------- | --------------- | ----- |
| Ріо-де-Жанейро 2016 | до 60 кг        | 7     |
| Токіо 2020          | до 60 кг        | 5     |
| Токіо 2020          | змішана команда | 9     |
| Париж 2024          | до 60 кг        | 7     |
| Париж 2024          | змішана команда | 3     |

## Зовнішні посилання
- Kim Won-jin на сайті International Judo Federation (англійська)
- Kim Won-jin на сайті JudoInside.com (англійська)
- Kim Won-jin на сайті AllJudo.net (французька)
- Kim Won-jin на сайті Olympics.com (англійська)
- Kim Won-jin на сайті Olympedia (англійська)